# 8011 Saijokeiichi
8011 Saijokeiichi eller 1989 WG7 är en asteroid i huvudbältet som upptäcktes den 29 november 1989 av de båda japanska astronomerna Kazuro Watanabe och Kin Endate vid Kitami-observatoriet. Den är uppkallad efter Keiichi Saijo.
Asteroiden har en diameter på ungefär 7 kilometer.